# 瓦塔布 (明尼蘇達州)
瓦塔布（英語：Watab）是位於美國明尼蘇達州本頓縣瓦塔布鎮區的一個非建制地區。

## 地理
瓦塔布所處的海拔為高於海平面318米（即1043英呎），而該地所採用的時區為UTC-6，即北美中部時區（CST）。同時該地設有夏令時間，為UTC-6調快一小時，即UTC-5（CDT）。